# Huisseau-sur-Cosson
Huisseau-sur-Cosson es una comuna francesa situada en el departamento de Loir y Cher, en la región de Centro-Valle del Loira.

## Demografía
| 1248 | 1202 | 1286 | 1738 | 1834 | 1906 | 2322 |
| Para los censos de 1962 a 1999 la población legal corresponde a la población sin duplicidades (Fuente: INSEE [Consultar]) |      |      |      |      |      |      |